# 劉有餘
劉有餘（？—？），號小石，彭城衛（宝坻县）官籍，直隶真定府真定县人，官至松江府同知。

## 生平
万历十三年（1585年）乙酉科顺天乡试舉人，十七年登己丑科進士，户部觀政，六月初授山東安丘县知县，二十一年升松江府同知，二十二年丁憂，二十六年補陕西澄城县知县。

## 家族
曾祖劉鳳，彭城衛指挥佥事。祖父劉承宗，指挥佥事，进阶廣威將軍。父劉時秋，嘉靖壬戌進士，山東參議。